# Thorakitai
Die Thorakitai (sg. altgriechisch θωρακίτης thōrākítēs, deutsch ‚gepanzerter Krieger‘) waren eine antike Truppengattung der Diadochen. Sie waren die Weiterentwicklung der Thureophoroi, wurden jedoch auch zeitgleich mit ihnen verwendet.

## Ausrüstung
Thorakitai waren ähnlich ausgerüstet wie Thureophoroi, mit einem Thureos-Schild, mehreren Wurfspeeren, einem Xyston und einem Schwert. Sie waren jedoch noch besser geschützt, Thorakitai trugen Kettenhemden und Lamellenpanzer, dazu kamen Beinschienen an beiden Beinen, lederne Armschienen und ein Helm.

## Einsatz
Die Thorakitai wurden zur Unterstützung der leichteren Thureophoroi, Psiloi, Peltasten, Sphendonetai und Toxotai eingesetzt. Die Thorakitai waren relativ gut gerüstet und trotzdem mobil. Sie werden manchmal als Imitationslegionäre bezeichnet, da sie ähnlich wie diese kämpften: Erst wird die feindliche Formation mit Wurfspeeren gestört, dann folgt der Angriff.
Thorakitai wurden vom Königreich von Epirus, von den Seleukiden und von Baktrien eingesetzt. Thorakitai Argyraspidai gab es nur bei den Seleukiden, auch wenn die Parther diesen Truppentyp für kurze Zeit in geringer Anzahl kopierten.
Polybios beschreibt die Thorakitai. Es gibt Gräberreliefs in Sidon, welche Thorakitai zeigen.